# Judy Crawford
Judith MacPherson "Judy" Crawford (ur. 22 grudnia 1951 w Toronto) – kanadyjska narciarka alpejska.

## Kariera
W zawodach Pucharu Świata zadebiutowała w sezonie 1967/1968. Pierwsze punkty wywalczyła 25 stycznia 1969 roku w Saint-Gervais, gdzie zajęła szóste miejsce w zjeździe. Na podium zawodów tego cyklu jedyny raz stanęła 17 stycznia 1973 roku w Grindelwald, kończąc rywalizację w slalomie na trzeciej pozycji. W zawodach tych wyprzedziły ją jedynie Austriaczka Monika Kaserer i Rosi Mittermaier z RFN. W kolejnych startach jeszcze trzy razy była blisko podium: 11 lutego 1970 roku w Val Gardena, 3 stycznia 1972 roku w Oberstaufen i 23 marca 1973 roku w Heavenly Valley zajmowała czwarte miejsce. W sezonie 1972/1973 zajęła 16. miejsce w klasyfikacji generalnej, a w klasyfikacji slalomu była ósma.
Wystartowała na igrzyskach olimpijskich w Sapporo w 1972 roku, gdzie była czwarta w slalomie. Walkę o podium przegrała tam z Francuzką Florence Steurer. Zajęła tam też 24. miejsce w gigancie i 27. w zjeździe. W 1970 roku była czwarta w zjeździe na mistrzostwach świata w Val Gardena, przegrywając walkę o medal z Austriaczką Annemarie Moser-Pröll o 0,22 sekundy. Czwarta była także w kombinacji podczas mistrzostw świata w Sankt Moritz w 1974 roku, gdzie w walce o podium lepsza była Kaserer
Jej bratanica Candace Crawford i bratanek James Crawford także zostali narciarzami alpejskimi.

## Osiągnięcia

### Igrzyska olimpijskie
| Miejsce | Dzień     | Rok  | Miejscowość | Konkurencja | Czas biegu | Strata | Zwyciężczyni       |
| ------- | --------- | ---- | ----------- | ----------- | ---------- | ------ | ------------------ |
| 27.     | 5 lutego  | 1972 | Sapporo     | Zjazd       | 1:36,68    | +5,07  | Marie-Theres Nadig |
| 24.     | 8 lutego  | 1972 | Sapporo     | Gigant      | 1:29,90    | +5,70  | Marie-Theres Nadig |
| 4.      | 11 lutego | 1972 | Sapporo     | Slalom      | 1:31,24    | +2,71  | Barbara Cochran    |

### Mistrzostwa świata
| Miejsce | Dzień     | Rok  | Miejscowość  | Konkurencja | Czas biegu | Strata     | Zwyciężczyni          |
| ------- | --------- | ---- | ------------ | ----------- | ---------- | ---------- | --------------------- |
| 4.      | 11 lutego | 1970 | Val Gardena  | Zjazd       | 1:58,34    | +2,31      | Annerösli Zryd        |
| 13.     | 13 lutego | 1970 | Val Gardena  | Slalom      | 1:40,44    | +8,06      | Ingrid Lafforgue      |
| 37.     | 14 lutego | 1970 | Val Gardena  | Gigant      | 1:20,46    | +9,93      | Betsy Clifford        |
| 14.     | 3 lutego  | 1970 | Val Gardena  | Kombinacja  | 30,31 pkt  | +94,28 pkt | Michèle Jacot         |
| 27.     | 5 lutego  | 1972 | Sapporo      | Zjazd       | 1:36,68    | +5,07      | Marie-Theres Nadig    |
| 24.     | 8 lutego  | 1972 | Sapporo      | Gigant      | 1:29,90    | +5,70      | Marie-Theres Nadig    |
| 4.      | 11 lutego | 1972 | Sapporo      | Slalom      | 1:31,24    | +2,71      | Barbara Cochran       |
| 7.      | 11 lutego | 1972 | Sapporo      | Kombinacja  | 25,64 pkt  | +63,81 pkt | Annemarie Moser-Pröll |
| 9.      | 3 lutego  | 1974 | Sankt Moritz | Gigant      | 1:43,18    | +1,59      | Fabienne Serrat       |
| 9.      | 7 lutego  | 1974 | Sankt Moritz | Zjazd       | 1:50,84    | +2,28      | Annemarie Moser-Pröll |
| 12.     | 8 lutego  | 1974 | Sankt Moritz | Slalom      | 1:34,63    | +4,23      | Hanni Wenzel          |
| 4.      | 8 lutego  | 1974 | Sankt Moritz | Kombinacja  | 20,14 pkt  | +25,69 pkt | Fabienne Serrat       |

### Puchar Świata

#### Miejsca w klasyfikacji generalnej
- sezon 1968/1969: 30.
- sezon 1969/1970: 21.
- sezon 1970/1971: 21.
- sezon 1971/1972: 28.
- sezon 1972/1973: 16.
- sezon 1973/1974: 27.

### Miejsca na podium
1. Grindelwald – 17 stycznia 1973 (slalom) – 3. miejsce